# Pennsylvania Gazette

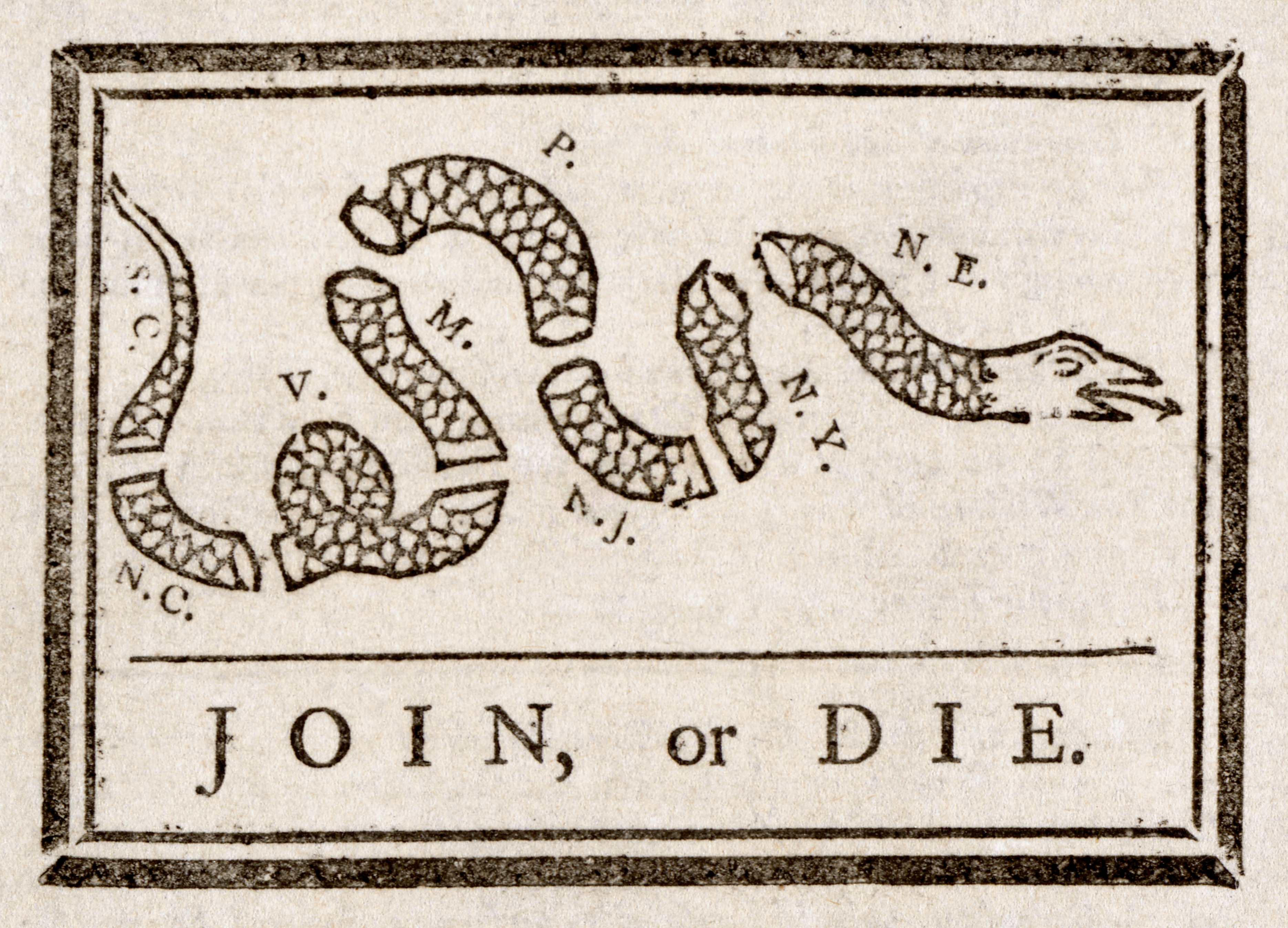
Le fameux Join, or Die de Benjamin Franklin

La Pennsylvania Gazette est le plus célèbre journal des États-Unis de 1728, avant la période de la révolution américaine, jusqu’à 1800.

## Historique
La Pennsylvania Gazette fut publiée pour la première fois par Samuel Keimer et fut le second journal à paraître en Pennsylvanie, sous le nom de The Universal Instructor in all Arts and Sciences: and Pennsylvania Gazette. Le 2 octobre 1729, Benjamin Franklin et Hugh Meredith achetèrent le journal et en raccourcirent le titre. Franklin ne faisait pas qu'imprimer le journal mais il y écrivait également des articles sous divers pseudonymes. Son journal devint bientôt le plus florissant des colonies. Il fut le premier en Amérique à mettre dans ses colonnes un dessin de presse, le fameux, Join, or Die, dont l'auteur n'était autre que Franklin lui-même. Il cessa de paraître en 1800, dix ans après la mort de Franklin.
Il existe actuellement trois originaux qui sont conservés par : The Historical Society of Pennsylvania, The Library Company of Philadelphia, et la Wisconsin State Historical Society.